# Nexhat Hakiu
Nexhat Hakiu lub Nexhat Hakiraj (ur. 20 czerwca 1917 we Wlorze, zm. 18 czerwca 1978) – albański poeta i prozaik socrealistyczny, tłumacz oraz publicysta. Tłumaczył utwory autorstwa Ady Negri, Giuseppe Parinio, Francesco Petrarki oraz noblistów, jak Giosuè Carducci, Rabindranath Tagore i Luigi Pirandello.
15 jego utworów znajduje się w Bibliotece Narodowej Albanii. 

## Życiorys
Ukończył gimnazjum handlowe we Wlorze, następnie Wyższy Instytut Techniczny w Salonikach, pracował następnie jako dziennikarz i nauczyciel literatury w Tiranie. W latach 1943–1944 pełnił funkcję redaktora naczelnego czasopism Bashkimi i Kombit oraz Skhëndija, a 13 lutego 1944 roku wraz z Mitrushem Kutelem, Vedatem Kokonë i Sterjo Spassenem założył czasopismo Revista letrare, które wydało 13 numerów oraz ówcześnie miało znaczący wpływ na albańską kulturę. Publikował dla licznych czasopism literackich i kulturowych, jak Bota e Re, Illyria, Përpjekja shqiptare, Kombi, Jeta e Re, Diana, Shkëndija, Shkolla shqiptare i Vatra shqiptare.
Od grudnia 1944 do lipca 1945 i od lutego 1951 do kwietnia 1952 był bez wyroku sądowego więziony z powodów politycznych.
Należał do Związku Piaarzy Albanii.

## Wybrane utwory[1]
- Banushja
- Bir, të keqen…
- Ç’ka ky trim…
- Djepit
- Kam një fjalë
- Ku ta dijë e zeza grua
- Lirija
- Lissus
- Më more…
- O moj lule!
- Pëshpëritje vjershe
- Scodra
- Shamisë
- Trim, o trim…
- U bubu…
- Vallja e kohës
- Çerdhe e shqipes më 28 Nëndor! (1934)
- Poetit dhe bilbilit (1934)
- Mike t’iku lumturia (1934)
- Trëndafili dhe konxhja (1934)
- Agaj qan hallet (1935)
- Epopeja Kombëtare (1443-1912), i kushtohet kujtimit të Naim Frashërit (1935)
- Fytyra jote! (1935)
- Plakut të Njëzetetetës (1935))
- Shegerti (1935)
- Si bien dëshmor burrat (1935)
- Rrapo qorrit… (1936)
- Këngë gjaku (1944)
- Nusja pa duvak (1944)
- Këngët e Zambare (2005; wydanie pośmiertne)

### Znajdujące się wBibliotece Narodowej Albanii
- Kangët e Zambares (1939)[a]
- Këndoj (1958)
- Zëri i fyellit (1959)
- Fjala ime (1961)
- Komente të zgjedhura: kl. V – XI (1962)
- Antologji e komentuar: klasa e V (1964)
- Kënga e gjakut (1973)
- Një lule mbolla (1973)
- Copa letrare të komentuara në ndihmë të mësuesit: nga leximi letrar kl. 5 – 6 (1974)
- Në garë me stinët (1977)

## Upamiętnienia
W 1988 roku Kristaq Shtëmbari opublikował artykuł pod tytułem Homazh i vonuar për poetin Nexhat Hakiu.